# Pristimantis marmoratus
Pristimantis marmoratus es una especie de anfibio anuro de la familia Craugastoridae.

## Distribución
Esta especie se encuentra entre 30 y 1460 m de altitud en el norte de Amazonia1,2,3:
- en Guyana;
- en Suriname;
- en Guayana Francesa;
- en Venezuela en los estados de Amazonas, Bolívar y Delta Amacuro;
- en Brasil en los estados de Amapá, Pará, Amazonas y Roraima.[4]

Su presencia es incierta en Perú y Colombia.

## Publicación original
- Boulenger, 1900 : Report on a collection made by Messrs F. V. McConnell and J. J. Quelch at Mount Roraima in British Guiana. BATRACHIANS. Transactions of the Linnean Society of London, sér. 2, vol. 8, p. 55–56[5]